# Gorod 312
Gorod 312 (Город 312 en ruso) es una banda kirguís de rock formado en 2001. Alcanzaron reconocimiento internacional en 2006 tras interpretar Ostanus, sencillo que sirvió como B.S.O. para la película Guardianes del Día. 

## Discografía

### Álbumes
- 213 Dorog - (2005)
- Vne zoni dostupa - (2006)
- Obernis - (2007)
- Gorod 312 Live - (2008)
- Gorod 312 Videoklipi + Bonus (Kontsert 05.09.09) (2010)
- Novaya muzika (2010)
- Ne teryái menya, Moskva (2013)
- Bez variantov (2015)

### Sencillos
- Ostanus
- Vne Zoni Dostupa